# 陳耀森
陳耀森（英語：YIU SUM，1991年4月22日—），筆名亞木，香港粵語流行曲填詞人。代表作《缺》獲得第「四十一屆十大中文金曲十大金曲獎」第一位及「2018 CASH最廣泛演出金帆獎」。

## 作曲作品

### 2024年
- 邱士縉 - 測謊（與KW朱敏希合寫）

## 填詞作品

### 2015年
- 張敬軒 - 叮噹可否不要老

### 2016年
- 張敬軒 - 風起了

### 2017年
- 鄭秀文 - 理智與感情（與郭啟華合填）
- 任賢齊 - 守候
- 任賢齊 - 義無反顧

### 2018年
- 張敬軒 - 缺
- 張敬軒 - 潛水
- 張敬軒 - 明明他已離開妳
- 張敬軒 - 假以時日
- 張敬軒 - 形影不離
- 容祖兒、張敬軒 - Make a Beat
- 衛　蘭 - 伯利恆的主角

### 2019年
- Gin Lee - 喘息空間
- Robynn & Kendy - 明陣
- 吳浩康 - 愛沒懷疑
- 符家浚 - 怨憎會（與蕭慶峰、梁栢堅合填）
- 歐國成 - 求不得（與蕭慶峰、梁栢堅合填）
- 黃穎欣 - 愛別離（與蕭慶峰、梁栢堅合填）
- 衛　蘭（feat. 馮允謙） - 家門
- 何弘軒 - 初生圓
- 曾傅君 - 不留餘地

### 2020年
- 吳若希 - 這位蠢才
- 胡鴻鈞 - 妳幸福嗎？
- 陳凱詠 - 隔離（與KW朱敏希合填）
- 陳凱詠、林家謙 - 隔離(Studio Live Duet) （與KW朱敏希合填）
- 李克勤 - 為食熊貓（與KW朱敏希合填）

### 2021年
- 張敬軒 - 重頭開始
- 張敬軒 - 輕時光
- 何雁詩 - 灰夠
- 洪嘉豪 - 謎之微笑
- 李浩軒 - 同班車的約定
- Yan - 趁有空窗期
- 石詠莉 - 期間限定（與KW朱敏希合填及作曲）
- KW朱敏希 - 分開下（與KW朱敏希合填及作曲）
- 洪嘉豪 - 逆時車站
- 何弘軒 - 暗格方
- 陳逸璇 - Quando Quando Quando
- 陳凱詠 - 沒有無緣無故的恨（與KW朱敏希合填）
- Robynn Yip - 尚有一堆理由顯出我優秀
- 胡鴻鈞 - 謝謝你的應援
- 洪嘉豪 - 主角光環
- 姚焯菲 - 原來談戀愛是這麼一回事
- 一舖清唱 - 水星逆行
- 一舖清唱 - 係愛呀哈利
- 一舖清唱 - 佛系
- 一舖清唱 - 留返拜山先講
- 一舖清唱 - 瓜老襯

### 2022年
- 洪嘉豪 - 及時行樂
- 一舖清唱 - 著草
- 關心妍 - 約
- 洪助昇 - 憑實力單身
- 吳若希 - 慢鏡
- 吳啟洋 - 漸漸地
- 姚焯菲 - #BFF
- 陳正晞 - 少年戀愛狂熱
- 吳啟洋 - Close Friend
- 雲浩影 - 密切接觸者
- 洪嘉豪 - 還原淚
- 陳柏宇 - 拖
- P1X3L - Wherever You Are
- 馮允謙 - Me and the Moon（與馮允謙合填）

### 2023年
- P1X3L - Wherever You Are (Winter Version)
- 林倩甯 - 禁入空間（填詞 & 與KW朱敏希作曲）
- Yan Ting - My Everything
- 吳保錡、樊沛珈 - Food Hunter Go!!!
- 鄭欣宜 - 我所看見的未來
- 石山街 - Way Out
- 子飛魚 - 飛魚之信仰（與KW朱敏希合填）
- 李克勤 - 問題王子
- 洪助昇 - 單曲循環症
- 泰倫斯 - DAY DAY BIRTHDAY
- per se - 我們的故事未完…待續
- 陳　懿 - 改編自記憶
- 陳　懿 - 回首之後續
- 側　田、余宗遙、Kerryta - 一律建議分手
- TWINKLE - 箭之樂章
- 吳保錡 - 黑貓
- JW - 十三歲的天堂
- 陳泳伽 - 平凡的我重生
- 鄧思朗 - 小孩子才做選擇
- 吳啟洋 - 孤獨先生
- 榛　綦 - 旅程多得你守望

### 2024年
- 張敬軒 - 以你命名的恆星
- 鍾浩麟 - 某刻跟妳如情侶
- 黃明德 - 自我反省
- TWINKLE - 在想像幻滅之前
- 戴祖儀 - 全集中呼吸
- 冼靖峰 - 無意冒犯
- 江若琳 - 一直留在心底的事
- 呂爵安、陳凱詠 - 漸漸我們
- 泰倫斯 - 流浪的月
- 馮允謙 - 會再見的
- TWINKLE - 新奇世界觀
- TWINKLE - 奇怪的地球人
- TWINKLE - 只想旅途延續

### 2025年
- 洪助昇 - 別想跟我再和好
- 安俊豪 - 勿擾模式
- 胡鴻鈞 - 恆溫行李
- 余香凝、陳瑞輝 - 聚焦這一秒
- Nancy Kwai - Miss you in my ways
- Gin Lee - 白夜行
- 吳兆龍 - 靈魂與載體
- 莫凱謙 - 習慣一起

## 獎項
- 2024年度叱咤樂壇流行榜頒獎典禮 - 叱咤樂壇至尊歌曲大獎《會再見的》（填詞）

## 外部連結
- 陳耀森的Facebook專頁
- 陳耀森的Instagram帳戶